# Steinchisma hians
Steinchisma hians är en gräsart som först beskrevs av Stephen Elliott och som fick sitt nu gällande namn av George Valentine Nash.
Steinchisma hians ingår i släktet Steinchisma och familjen gräs. Inga underarter finns listade i Catalogue of Life.